# Mandinari
Mandinari ist eine Ortschaft im westafrikanischen Staat Gambia.
Nach einer Berechnung für das Jahr 2013 leben dort etwa 12.572 Einwohner, das Ergebnis der letzten veröffentlichten Volkszählung von 1993 betrug 3423.

## Geographie
Mandinari, am südlichen Ufer des Gambia-Flusses in der West Coast Region, Distrikt Kombo North, liegt rund 4,2 Kilometer westlich von Lamin und rund sechs Kilometer nordöstlich vom Banjul International Airport.
Im Norden liegt das südliche Ende des Mangrovenwaldes Tanbi Wetland Complex mit dem Mandinari Bolong und dem Mandinari Point am Ufer des Gambia-Flusses. Weiter südlich liegt der Mandina Point.

## Wirtschaft
Gambias Erdöl-Tanklager der Gam-Petroleum Company Limited wurde westlich am Ufer des Gambia bei Mandinari am 24. Mai 2008 in Betrieb genommen.